# Société lyonnaise d'horticulture
La Société lyonnaise d'horticulture est une société savante fondée en 1844 pour promouvoir les connaissances horticoles et réaliser des publications périodiques. L'association est héritière de la Société d’horticulture pratique du Rhône.

## Présentation
L'association est créée en 1844 et elle est reconnue d’utilité publique en 1894. La première exposition d'horticulture est organisée à Lyon en 1837 par la Société d'Agriculture. La Société d'horticulture pratique du Rhône prend le relais dès sa création, en 1844. 

## Publication
- Lyon horticole, Lyon, 1879- (BNF 34423937, lire en ligne).

## Membres de l'association
- Nicolas Charles Seringe, directeur du Jardin des Plantes de Lyon, est l'un des fondateurs de l'association[2].
- Charles Fortuné Willermoz.